# Acanthoscelides obtectus
Acanthoscelides obtectus é uma espécie de insetos coleópteros polífagos pertencente à família Chrysomelidae.
A autoridade científica da espécie é Say, tendo sido descrita no ano de 1831.
Trata-se de uma espécie presente no território português.